# Haori

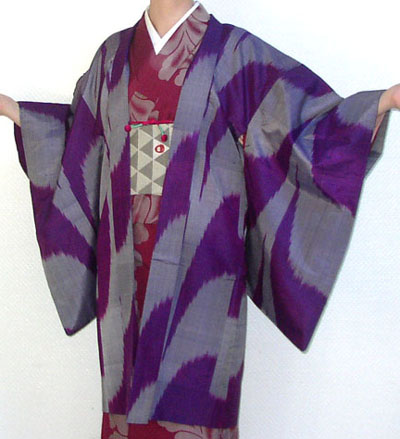
Ejemplo de un haori femenino.

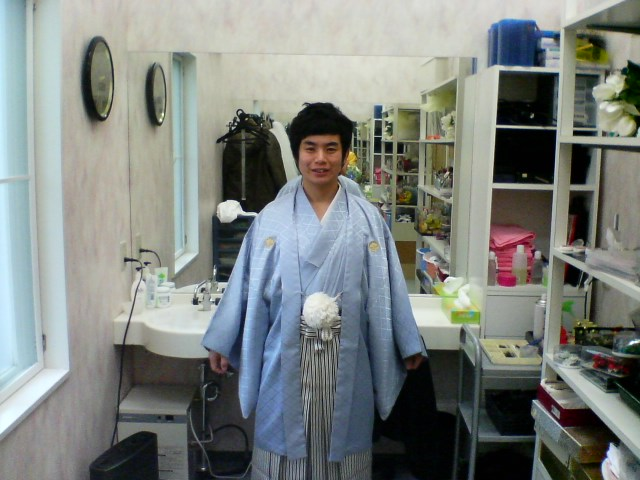
Ejemplo de un hombre usando un haori sobre un hakama.

El haori (羽織?) es una chaqueta tradicional japonesa que cae a la altura de la cadera o los muslos, de forma similar a un kimono, y es llevada sobre un kosode.
A diferencia de la yukata, el haori no se cierra, sino que en cambio se usa abierto o se mantiene cerrado mediante una cuerda que conecta las dos solapas. Durante el período Sengoku, el haori sin mangas solía usarse sobre la armadura de los samurái, tal como el tabardo en Europa. Durante el período Edo, el crecimiento económico de Japón permitió a la clase media comenzar a adquirir el haori, junto con el surgimiento de leyes contra la exhibición ostentosa para todos menos la casta del guerrero; esto alternadamente dio origen a diseños discretos del haori con tela suntuosamente adornada.